# Gibbs-Donnan effekt
Gibbs-Donnan effekten er forskellen i fordeling af anioner og kationer over en semipermeabel membran grundet ladede molekyler, der ikke kan krydse membranen.
Dette gælder f.eks. i blodplasma og kapillærer, hvor de mange negativt ladede plasmaproteiner, som ikke kan trænge igennem kapillærvæggen, vil skævvride mængden af kationer kontra anioner, der trænger ud til vævet (en smule).

## Nyrernes Glomerulus
I nyrernes Glomerulus, filtreres store mængder plasma igennem membransegmentet. Her vil Gibbs-Donnan effekten forårsage en forøgelse af filtrerede anioner (f.eks. Cl-), i forhold til plasma koncentrationen, på ca 5%, da disse afstødes af de negativt ladede plasmaproteiner. De positive Kationer (f.eks. Na+ og K+) vil derimod blive tiltrukket af plasmaproteinerne, som ikke gennemtrænger den glomerulære filtrationsbarriere, og derved er mængden af kationer i filtratet ca. 5% mindre end plasmakoncentrationen. Forskellene er mere udtalt i ioner med højere ladning, f.eks. vil Mg++ og Ca++ koncentrationerne i filtratet have en endnu større koncentrations gradient.
(Hertil skal det nævnes, at selve Glomerulus Basalmembranens egen negative ladning, stort set ingen effekt har på ioner, men kun bremser større molekyler)